# Inestabilidad de Weibel
La inestabilidad de Weibel es una inestabilidad del plasma presente en plasmas electromagnéticos homogéneos o casi homogéneos que poseen una anisotropía en el espacio de momento (velocidad). Esta anisotropía se entiende más generalmente como dos temperaturas en diferentes direcciones. Burton Fried demostró que esta inestabilidad puede entenderse más simplemente como la superposición de muchos haces de contracorriente. En este sentido, es como la inestabilidad de dos corrientes excepto que las perturbaciones son electromagnéticas y dan como resultado una filamentación en contraposición a las perturbaciones electrostáticas que resultarían en un agrupamiento de cargas. En el límite lineal, la inestabilidad provoca un crecimiento exponencial de los campos electromagnéticos en el plasma que ayudan a restaurar la isotropía del espacio de momento. En casos muy extremos, la inestabilidad de Weibel está relacionada con inestabilidades de corrientes uni o bidimensionales.
Considere un plasma de iones de electrones en el que los iones están fijos y los electrones están más calientes en la dirección y que en la dirección x o z.
Para ver cómo aumentaría la perturbación del campo magnético, suponga que un campo B = B cos kx surge espontáneamente del ruido. La fuerza de Lorentz luego dobla las trayectorias de los electrones con el resultado de que los electrones ev x B que se mueven hacia arriba se aglutinan en B y los que se mueven hacia abajo en A. La corriente resultante j = -en genera un campo magnético que aumenta el campo original y, por lo tanto, la perturbación crece.
La inestabilidad de Weibel también es común en los plasmas astrofísicos, como la formación de choques sin colisión en los restos de supernovas y ráfagas de rayos {\displaystyle \gamma }.

## Un ejemplo simple de inestabilidad de Weibel
Como ejemplo simple de la inestabilidad de Weibel, considere un haz de electrones con densidad {\displaystyle n_{b0}} y velocidad inicial {\displaystyle v_{0}\mathbf {z} } propagándose en un plasma de densidad {\displaystyle n_{p0}=n_{b0}} con velocidad {\displaystyle -v_{0}\mathbf {z} } . El análisis a continuación mostrará cómo una perturbación electromagnética en forma de onda plana da lugar a una inestabilidad de Weibel en este simple sistema de plasma anisotrópico. Suponemos un plasma no relativista por simplicidad.
Suponemos que no hay un campo eléctrico o magnético de fondo, es decir, {\displaystyle \mathbf {B_{0}} =\mathbf {E_{0}} =0} . La perturbación se tomará como una onda electromagnética que se propaga a lo largo de {\displaystyle \mathbf {\hat {x}} } es decir {\displaystyle \mathbf {k} =k\mathbf {\hat {x}} } . Suponga que el campo eléctrico tiene la forma:
{\displaystyle \mathbf {E_{1}} =Ae^{i(kx-\omega t)}\mathbf {z} }
Con la supuesta dependencia espaciotemporal, podemos usar {\displaystyle {\frac {\partial }{\partial t}}\rightarrow -i\omega } y {\displaystyle \nabla \rightarrow ik\mathbf {\hat {x}} } . De la ley de Faraday, podemos obtener el campo magnético de perturbación:
{\displaystyle \nabla \times \mathbf {E_{1}} =-{\frac {\partial \mathbf {B_{1}} }{\partial t}}\Rightarrow i\mathbf {k} \times \mathbf {E_{1}} =i\omega \mathbf {B_{1}} \Rightarrow \mathbf {B_{1}} =\mathbf {\hat {y}} {\frac {k}{\omega }}E_{1}}
Considere el haz de electrones. Suponemos pequeñas perturbaciones, y así linealizamos la velocidad {\displaystyle \mathbf {v_{b}} =\mathbf {v_{b0}} +\mathbf {v_{b1}} } y densidad {\displaystyle n_{b}=n_{b0}+n_{b1}} . El objetivo es encontrar la perturbación de la densidad de corriente del haz de electrones.
{\displaystyle \mathbf {J_{b1}} =-en_{b}\mathbf {v_{b}} =-en_{b0}\mathbf {v_{b1}} -en_{b1}\mathbf {v_{b0}} }
donde se han descuidado términos de segundo orden. Para hacer eso, comenzamos con la ecuación del momento del fluido para el haz de electrones:
{\displaystyle m({\frac {\partial \mathbf {v_{b}} }{\partial t}}+(\mathbf {v_{b}} \cdot \nabla )\mathbf {v_{b}} )=-e\mathbf {E} -e\mathbf {v_{b}} \times \mathbf {B} }
que puede simplificarse observando que {\displaystyle {\frac {\partial \mathbf {v_{b0}} }{\partial t}}=\nabla \cdot \mathbf {v_{b0}} =0} y descuidar los términos de segundo orden. Con el supuesto de onda plana para las derivadas, la ecuación de la cantidad de movimiento se convierte en:
{\displaystyle -i\omega m\mathbf {v_{b1}} =-e\mathbf {E_{1}} -e\mathbf {v_{b0}} \times \mathbf {B_{1}} }
Podemos descomponer las ecuaciones anteriores en componentes, prestando atención al producto cruzado en el extremo derecho y obtener las componentes distintas de cero de la perturbación de la velocidad del haz:
{\displaystyle v_{b1z}={\frac {eE_{1}}{mi\omega }}}
{\displaystyle v_{b1x}={\frac {eE_{1}}{mi\omega }}{\frac {kv_{b0}}{\omega }}}
Para encontrar la densidad de perturbación {\displaystyle n_{b1}}, usamos la ecuación de continuidad del fluido para el haz de electrones:
{\displaystyle {\frac {\partial n_{b}}{\partial t}}+\nabla \cdot (n_{b}\mathbf {v_{b}} )=0}
que puede simplificarse de nuevo observando que {\displaystyle {\frac {\partial n_{b0}}{\partial t}}=\nabla n_{b0}=0} y descuidar los términos de segundo orden. El resultado es:
{\displaystyle n_{b1}=n_{b0}{\frac {k}{\omega }}v_{b1x}}
Usando estos resultados, podemos usar la ecuación para la densidad de corriente de perturbación del haz dada anteriormente para encontrar:
{\displaystyle J_{b1x}=-n_{b0}e^{2}E_{1}{\frac {kv_{b0}}{im\omega ^{2}}}}
{\displaystyle J_{b1z}=-n_{b0}e^{2}E_{1}{\frac {1}{im\omega }}(1+{\frac {k^{2}v_{b0}^{2}}{\omega ^{2}}})}
Se pueden escribir expresiones análogas para la densidad de corriente de perturbación del plasma que se mueve hacia la izquierda. Observando que el componente x de la densidad de corriente de perturbación es proporcional a {\displaystyle v_{0}}, vemos que con nuestras suposiciones para las densidades y velocidades no perturbadas del haz y del plasma, la componente x de la densidad de corriente neta desaparecerá, mientras que las componentes z, que son proporcionales a {\displaystyle v_{0}^{2}}, sumarán. Por tanto, la perturbación de la densidad de corriente neta es:
{\displaystyle \mathbf {J_{1}} =-2n_{b0}e^{2}E_{1}{\frac {1}{im\omega }}(1+{\frac {k^{2}v_{b0}^{2}}{\omega ^{2}}})\mathbf {\hat {z}} }
La relación de dispersión ahora se puede encontrar a partir de las ecuaciones de Maxwell:
{\displaystyle \nabla \times \mathbf {E_{1}} =i\omega \mathbf {B_{1}} }
{\displaystyle \nabla \times \mathbf {B_{1}} =\mu _{0}\mathbf {J_{1}} -i\omega \epsilon _{0}\mu _{0}\mathbf {E_{1}} }
{\displaystyle \Rightarrow \nabla \times \nabla \times \mathbf {E_{1}} =-\nabla ^{2}\mathbf {E_{1}} +\nabla (\nabla \cdot \mathbf {E_{1}} )=k^{2}\mathbf {E_{1}} +i\mathbf {k} (i\mathbf {k} \cdot \mathbf {E_{1}} )=k^{2}\mathbf {E_{1}} =i\omega \nabla \times \mathbf {B_{1}} ={\frac {i\omega }{c^{2}\epsilon _{0}}}\mathbf {J_{1}} +{\frac {\omega ^{2}}{c^{2}}}\mathbf {E_{1}} }
dónde {\displaystyle c={\frac {1}{\sqrt {\epsilon _{0}\mu _{0}}}}} es la velocidad de la luz en el espacio libre. Definiendo la frecuencia plasmática efectiva {\displaystyle \omega _{p}^{2}={\frac {2n_{b0}e^{2}}{\epsilon _{0}m}}}, la ecuación anterior da como resultado
{\displaystyle k^{2}-{\frac {\omega ^{2}}{c^{2}}}=-{\frac {\omega _{p}^{2}}{c^{2}}}(1+{\frac {k^{2}v_{0}^{2}}{\omega ^{2}}})\Rightarrow \omega ^{4}-\omega ^{2}(\omega _{p}^{2}+k^{2}c^{2})-\omega _{p}^{2}k^{2}v_{0}^{2}=0}
Esta ecuación bi-cuadrática puede resolverse fácilmente para dar la relación de dispersión
{\displaystyle \omega ^{2}={\frac {1}{2}}(\omega _{p}^{2}+k^{2}c^{2}\pm {\sqrt {(\omega _{p}^{2}+k^{2}c^{2})^{2}+4\omega _{p}^{2}k^{2}v_{0}^{2}}})}
En la búsqueda de inestabilidades buscamos {\displaystyle Im(\omega )\neq 0} ( {\displaystyle k} se asume real). Por lo tanto, debemos tomar la relación / modo de dispersión correspondiente al signo menos en la ecuación anterior.
Para obtener más información sobre la inestabilidad, es útil aprovechar nuestra suposición no relativista {\displaystyle v_{0}<<c} para simplificar el término raíz cuadrada, notando que
{\displaystyle {\sqrt {(\omega _{p}^{2}+k^{2}c^{2})^{2}+4\omega _{p}^{2}k^{2}v_{0}^{2}}}=(\omega _{p}^{2}+k^{2}c^{2})(1+{\frac {4\omega _{p}^{2}k^{2}v_{0}^{2}}{(\omega _{p}^{2}+k^{2}c^{2})^{2}}})^{1/2}\approx (\omega _{p}^{2}+k^{2}c^{2})(1+{\frac {2\omega _{p}^{2}k^{2}v_{0}^{2}}{(\omega _{p}^{2}+k^{2}c^{2})^{2}}})}
La relación de dispersión resultante es entonces mucho más simple
{\displaystyle \omega ^{2}={\frac {-\omega _{p}^{2}k^{2}v_{0}^{2}}{\omega _{p}^{2}+k^{2}c^{2}}}<0}
{\displaystyle \omega } es puramente imaginario. Escritura {\displaystyle \omega =i\gamma }
{\displaystyle \gamma ={\frac {\omega _{p}kv_{0}}{(\omega _{p}^{2}+k^{2}c^{2})^{1/2}}}=\omega _{p}{\frac {v_{0}}{c}}{\frac {1}{(1+{\frac {\omega _{p}^{2}}{k^{2}c^{2}}})^{1/2}}}}
vemos que {\displaystyle Im(\omega )>0}, de hecho correspondiente a una inestabilidad.
Los campos electromagnéticos tienen entonces la forma
{\displaystyle \mathbf {E_{1}} =A\mathbf {\hat {z}} e^{\gamma t}e^{ikx}}
{\displaystyle \mathbf {B_{1}} =\mathbf {\hat {y}} {\frac {k}{\omega }}E_{1}=\mathbf {\hat {y}} {\frac {k}{i\gamma }}Ae^{\gamma t}e^{ikx}}
Por lo tanto, los campos eléctricos y magnéticos son {\displaystyle 90^{o}} fuera de fase, y notando que
{\displaystyle {\frac {|B_{1}|}{|E_{1}|}}={\frac {k}{\gamma }}\propto {\frac {c}{v_{0}}}>>1}
por lo que vemos que se trata de una perturbación principalmente magnética, aunque hay una perturbación eléctrica distinta de cero. El crecimiento del campo magnético da como resultado la estructura de filamentación característica de la inestabilidad de Weibel. La saturación ocurrirá cuando la tasa de crecimiento {\displaystyle \gamma } está en el orden de la frecuencia del ciclotrón de electrones
{\displaystyle \gamma \sim \omega _{p}{\frac {v_{0}}{c}}\sim \omega _{c}\Rightarrow B\sim {\frac {m}{e}}\omega _{p}{\frac {v_{0}}{c}}}